# Плахтіївка (Лозівський район)
Пла́хтіївка — село в Україні, у Близнюківській селищній громаді Лозівського району Харківської області. Населення становить 11 осіб. До 2020 орган місцевого самоврядування — Семенівська сільська рада.

## Географія
Село Плахтіївка знаходиться за 5 км від села Семенівка. В селі є ставок.

## Історія
1825 — дата заснування.
Під час організованого радянською владою Голодомору 1932—1933 років померло щонайменше 26 жителів села.
12 червня 2020 року, відповідно до Розпорядження Кабінету Міністрів України № 725-р «Про визначення адміністративних центрів та затвердження територій територіальних громад Харківської області», увійшло до складу Близнюківської селищної громади.
19 липня 2020 року, в результаті адміністративно-територіальної реформи та ліквідації Близнюківського району, увійшло до складу Лозівського району Харківської області.

## Економіка
- В селі є вівце-товарна ферма.